# Chambre de commerce et d'industrie de région Pays de la Loire
La chambre régionale de commerce et d'industrie des Pays de la Loire a son siège à Nantes au Centre des Salorges au 16, quai Ernest Renaud. Elle regroupe les CCI de Pays de la Loire.

## Mission
À ce titre, elle est un organisme chargé de représenter les intérêts des entreprises commerciales, industrielles et de service de Pays de la Loire et de leur apporter certains services. Elle mutualise et coordonne les efforts des cinq CCI de Pays de la Loire.
Comme toutes les CRCI, elle est placée sous la tutelle du préfet de région représentant le ministère chargé de l'industrie et le ministère chargé des PME, du Commerce et de l'Artisanat.

### Service aux entreprises
- Création, transmission, reprise des entreprises
- Innovation ARIST
- Formation et emploi
- Services aux entreprises
- Observatoire économique régional
- Études et développement
- Aménagement et développement du territoire
- Environnement et développement durable
- Tourisme
- Appui aux entreprises du commerce
- Performance industrielle
- Appui à l’international
- Emploi et développement des compétences
- Intelligence économique
- Appui aux mutations
- Services à la personne

## CCI en faisant partie
- chambre de commerce et d'industrie de Maine-et-Loire ;
- chambre de commerce et d'industrie du Mans et de la Sarthe ;
- chambre de commerce et d'industrie de la Mayenne ;
- chambre de commerce et d'industrie de Nantes et de Saint-Nazaire ;
- chambre de commerce et d'industrie de la Vendée.

## Historique
1964 : Création de la CRCI

## Pour approfondir